# Región de Songwe
Songwe es una región administrativa de Tanzania. Fue creada el 29 de enero de 2016 a partir de la mitad occidental de la región de Mbeya. Su capital es la ciudad de Vwawa.Según el censo de 2022, tiene una población de 1.344.687 personas, lo que implica una densidad poblacional de 48'6 habitantes por kilómetro cuadrado.

## Geografía
La región de Songwe limita con los países de Zambia y Malawi al sur: Tunduma es el principal punto de entrada a Zambia, mientras que Isongole es el principal punto de entrada a Malawi. Songwe también limita con las regiones tanzanas de Rukwa y Katavi en el oeste, Tabora en el norte y Mbeya en el este. El lago Rukwa es una gran masa de agua en la parte occidental de la región. El Rift de África Oriental y las tierras altas del sur atraviesan la región.

## Distritos
La región se divide administrativamente en cuatro distritos:
- Ileje
- Mbozi
- Momba
- Songwe